# Troglohyphantes salax
Troglohyphantes salax là một loài nhện trong họ Linyphiidae.
Loài này thuộc chi Troglohyphantes. Troglohyphantes salax được Wladislaus Kulczynski miêu tả năm 1914.